# Napoli (muziekgroep)
Napoli, meestal geschreven als NAPOLI, (Russisch: Наполи) is een Wit-Russisch muziekproject dat vooral r&b, pop- en dansmuziek maakt en speelt. Sinds november 2015 is het een soloproject van Olga Shimanskaya.

## Ontstaan
De groep werd opgericht in Minsk door de oorspronkelijke bezetting, bestaande uit Olga Shimanskaya, Ilya Kravchuk en Ilona Muntyan. Datzelfde jaar namen ze deel aan Slavische bazaar, een populair festival voor Oostbloklanden.

## Internationale bekendheid
NAPOLI verwierf grote nationale bekendheid door hun deelname aan Eurofest, de Wit-Russische preselectie voor het Eurovisiesongfestival 2014. Met het lied Stay with me eindigde de groep achtste en werden ze dus niet gekozen om Wit-Rusland te vertegenwoordigen op het Eurovisiesongfestival.
Slechts twee maanden na hun deelname aan Eurofest overleed Ilya Kravchuk. In juli van datzelfde jaar werd zijn plaats ingenomen door Sergey Bolobolov. Met de vernieuwde bezetting nam NAPOLI in 2015 opnieuw deel aan de Wit-Russische preselectie voor het Eurovisiesongfestival 2015. Met een zesde plaats in de finale wist de groep Eurofest opnieuw niet te winnen.
In november 2015 verlieten Muntyan en Bolobolov de groep en werd NAPOLI een soloproject van Shimanskaya. Ook solo nam NAPOLI deel aan de Wit-Russische preselecties voor het Eurovisiesongfestival. Zowel in 2016 (2de plaats), 2017 (5de plaats), 2018 (4de plaats), 2019 (7de plaats) als in 2020 (9de plaats) nam Shimanskaya als NAPOLI tevergeefs deel aan Eurofest.
In 2016 nam ze naast Eurofest ook deel aan Krajowe Eliminacje, de Poolse preselectie voor het Eurovisiesongfestival 2016. Met het nummer My universe werd ze negende en laatste. Opvallend: met hetzelfde nummer werd ze eerder nog tweede in de Wit-Russische preselectie.
Shimanskaya werd na haar deelname aan de Krajowe Eliminacje uitgekozen om Polen te vertegenwoordigen op het Türkvizyonsongfestival 2016 met het lied Masal gibi bu dünya. Het festival, dat georganiseerd zou worden in Turkije, werd echter geannuleerd. Vier jaar later werd ze opnieuw uitgekozen om deel te nemen aan het festival. Op het Türkvizyonsongfestival 2020 trad ze namens Moskou aan met het nummer Hadi gel. Ze eindigde als negende op 26 deelnemers.
Alexander Slutskiy is anno 2020 de manager van de groep.

## Onderscheidingen
- 2016: Beste zangeres van Wit-Rusland [6]

## Discografie

### Singles
- 2012: Stolitsa
- 2012: Bomba
- 2012: Ti i ya
- 2012: Pesnya pro detstvo (feat. Natali Studio)
- 2013: Teen spirit anthem
- 2013: Esli ti ryadom (feat. German)
- 2013: Goroda
- 2013: Phobia
- 2013: Stay with me - Achtste plaats Eurofest 2014
- 2013: Noviy god
- 2014: Uvidish svet
- 2014: My dreams - Zesde plaats Eurofest 2015
- 2015: My Universe - Tweede plaats Eurofest 2016 en negende plaats Krajowe Eliminacje 2016
- 2016: Chas Nadzei
- 2016: Masal Gibi Bu Dünya
- 2016: Pod solntsem (Alen Hit feat. NAPOLI)
- 2017: Let’s come together - Vijfde plaats Eurofest 2017
- 2018: Chasing Rushes - Vierde plaats Eurofest 2018
- 2018: Ne Mogu
- 2018: Paroli Kodi
- 2019: Let It Go - Zevende plaats Nationalny Otbor 2019
- 2019: Heal
- 2019: Feel Up
- 2020: Don't Let Me Down - Negende plaats Eurofest 2020

2014: Kazan World · 
2020: Olga Napoli